# サルゲッチュ3
『サルゲッチュ3』は、2005年7月14日にソニー・コンピュータエンタテインメントから発売されたPlayStation 2専用ソフトである。

## ストーリー
野球少年のサトルとアイドルのサヤカの双子の姉弟は、ハカセの元助手であるアキエおばさんのところで暮らしている。ある日、ナツミからの通信が突然入る。ナツミの話によると、またまたスペクター率いるピポサル軍団がいたずらを再開したという。今回、彼らはサルによるテレビ局「スペクターTV」なるものを開局し、そこで撮られた番組を全世界に放送、それを見た者はたちまち脱力し、ナマケモノになってしまうという騒動が起きていた。しかも、カケルやヒカルやハカセまでも放送を見てナマケモノになってしまっていた。サルたちの放送を止めさせるために、サトルとサヤカは冒険に出かける。

## へんしん
『サルゲッチュ3』で登場したシステムで、『3』では「マジックパンチ」「ミズテッポー」「バナナブーメラン」「マグネッター」といったガチャメカが登場せず、代わりにこの「へんしん」を駆使してゲームを進めてゆく。「バケルエナジー」という緑色のカプセルを拾うとゲージが溜まり、変身が可能となる。変身時間はピポサルを除いて30秒である。バケルギアは水に弱く、オヨゲッチャーを自動装備する深さの水に入ると強制解除される。また、体力がなくなった場合も変身が解除となる。ゲットアミをサルに奪われ使用された場合、変身状態のまま捕獲される。
海外版ではステージクリアした時に変身によって独自のポーズを取るようになった。なお、アニメ『オンエアー2nd』ではサトルがミラクルニンジャ、サヤカがドラゴンカンフーに変身した。
ファンタジーナイト
騎士や魔女のような姿。敵の攻撃を防ぐことができるが自分が移動以外の行動中攻撃されると防ぐことができず、ビスケットが減ってしまう。特殊攻撃として、武器を地面に突き立てて衝撃波を放つ、自分の周囲に「ゲッチュ」できる魔法陣を放つといった能力が使えるようになる。「ゲッチュ」は発動にややタイムラグがあり、サルに逃げられることもある。
ワイルドウエストキッド
カウボーイやカウガールのような姿。銃を連射することができ、強化弾も発射が可能。「ゲッチュ」は前作の「サルバスター」のように網を銃で飛ばすことで行い、全変身の中で最も射程が長いが追尾機能はないため、狙いをつけるのがやや難しい。サヤカのこの変身では、攻撃されたとき、テンガロンハットが落ちることがある。欠点は攻撃力が低いことである。特殊攻撃は攻撃力が高い上に追尾機能も備えているが命中しづらい。
ミラクルニンジャ
忍者を思わせる姿。足が速く、忍者刀のような形状のメカボーを使い戦う。分身を出すことができ、「ゲッチュ」も分身によって行う、前方に範囲が広いため、逃げていくサルに特に有効である、ただし、本人がダメージを受けると分身は消えてしまう。また、ムササビの術や分身、特定の場所で綱渡りや壁走りができる。「いないふり」がこの変身の時には変化（丸太）になる。
マジンダンサー
アラビアンナイト風の姿。マラカスでサルを殴ったり「ゲッチュ」することができる、最大の特徴はお供の魔人を操作することができ、ピポサルを踊らせて無防備状態にし、確実に「ゲッチュ」していくことが可能となる。魔人の上で跳ねることもできる。魔人の操作感覚はメカヨンクに似ている。この魔人、火と水には弱いらしく、テレボーグなどの攻撃で消滅してしまうことがある。本人がゲッチュされると魔人だけがその場に取り残される。
アキエいわく、魔人のモチーフはウッキーファイブの一員ウッキーイエローであるらしい。また、海外版では魔人の色が水色から青緑色に変更されている。
ドラゴンカンフー
中華風の姿となり、連続攻撃が可能となる。気合を溜めてのパワーアップや、ヌンチャクを使っての「ゲッチュ」が可能となる。この「ヌンチャクゲッチュ」は見た目以上に範囲が広く、数ある変身ゲッチュの中でも特に確実なゲッチュ方法である。ただし相手に近づくためにはそれなりの立ち回りが必要である。
ゲッチュマン
ヒーローやヒロインを思わせる姿に変身。空中ダッシュの能力が付加され、レーザーや電撃攻撃を放ち、その空中ダッシュしながらの「ゲッチュ」が可能となる。攻撃面が豪華な反面、防御面は弱い。またジャンプしようとして操作ミスでダッシュが暴発し、足場を越えて落下しやすい（終盤は特に落下ポイントが多い）、「ゲッチュ」は一度に複数のサルをゲットできるが、自ら体当たりをする方式のため、飛び道具には弱い、動きが直線的で動き回る相手や段差のある地形は苦手（ゲッチュマンのみ画面が明滅して捕獲動作に入ってから失敗することがある）、ゲッチュ後の予備動作が長く大きな隙ができる、という欠点もある。
ピポサル
一周目クリア後（第1回目のスペクターを倒した後）に追加される隠し変身で、ピポサルの着ぐるみを被った姿となる。「バナナの匂い」が視覚という形で見えるようになり、ステージにある「楽屋への隠し扉」をノックで開けることもできる。また、変身可能な時間が10分と長めに設定されている。ただし、この姿ではピポサルを「ゲッチュ」することは出来ず、また、攻撃方法もヒップドロップとノックで殴るだけになっており、敵を倒すことには全く向いていない。ノックの攻撃力が非常に弱いため、箱などのオブジェクトを壊すのにも手間がかかる。しかし、ピポサルからの警戒心がかなり弱まる利点がある。この変身でできることは、上記のノックのほか、挨拶や踊ることができ、サルとコミュニケーションがとれる。

## 前作との違い
- 主人公はサトルとサヤカの2人が存在し、ゲーム開始時にどちらでプレイするか選択する。この選択はやり直せず、ゲーム中も変更不可。選ばなかった方は研究所からプレイヤーをサポートする役目となる。しかしゲーム中のムービーでは2人でサルを捕まえているような流れで描かれており、どちらでプレイしてもストーリーそのものに変化は無い。
- 最大の特徴として、へんしんが追加された。「トレーニングスペース」にも追加。代わりに「ダイビングジャンプ」はない。
- 拠点となる「トラベルステーション」の名称が「テレビステーション」に変更されている。
- 登場ピポサルの誕生日もサルブックやレーダー画面に表示されるようになり、スペクターやピポトロン、ウッキーファイブなどの誕生日が判明。
- 「ガチャボックス」は廃止されたが、「商店街」で買い物をできる。
- コレクション要素から「4コママンガ」がなくなり、代わりに「モンフィクション（ピポサルが綴った文章）」などが追加された。
- サルの中にメカボーとゲットアミを奪うものがおり、主人公も逆にゲッチュされるようになった。

### ガチャメカ
- へんしんの登場により前作よりガチャメカの数が大幅に減った。『サルゲッチュ』、『サルゲッチュ2』に登場した「マジックパンチ」が登場しない。

## ステージ
- 海辺リゾート

## クリア特典
- 2周目をクリアするか、パスワードを入力するとタイトルに「サばいばル」が出現する。残り数が0からスタートし、バケルストックも追加不可という状況でどこまでクリアできるかという内容。なお、ここでのガチャチップは『1』のエナジーチップのような扱いとなり、1000枚集める毎に残り数を1つ増やせる。このモードを完全クリアすると、タイトル画面でタイトルの下に「たつじん!」と金文字で表示される。

## CD
サルゲッチュ3・オリジサル・サウンドトラック
サルゲッチュ3のサウンドトラックス。全79曲を収録。ほぼ曲間ゼロで再構築されているが、歌入りの曲は大人の事情でカラオケバージョンとなっている。作曲は寺田創一。